# 帯広高等看護学院
帯広高等看護学院 （おびひろこうとうかんごがくいん）とは、北海道帯広市にある公立専修学校。十勝支庁19市町村（十勝圏複合事務組合）により設立された。専修学校専門課程であり、卒業後は大学への編入学も可能である。

## 取得できる資格・免許状
- 専門士の称号[1]
- 看護師国家試験受験資格
- 保健師養成機関の受験資格
- 助産師養成機関の受験資格
- 養護教諭養成機関の受験資格
- 大学の編入資格（看護大学（学部・学科）の場合は3年次編入試験受験資格）

## 所在地
- 北海道帯広市西11条南39丁目1番3号

## 沿革
- 1970年（昭和45年） - 看護婦科単科で創立
- 1973年（昭和48年） - 保健婦科設置
- 1980年（昭和55年） - 専修学校専門課程の認可
- 1995年（平成7年） - 学科の名称をそれぞれ、看護学科、保健学科に変更
- 2008年 (平成20年)  - 保健学科閉科